# Juncus aridicola
Juncus aridicola är en tågväxtart som beskrevs av Lawrence Alexander Sidney Johnson. Juncus aridicola ingår i släktet tåg, och familjen tågväxter. Inga underarter finns listade i Catalogue of Life.